# Otomys denti
Otomys denti és una espècie de mamífer rosegador de la família dels múrids. Viu a altituds d'entre 1.950 i 3.000 msnm a Burundi, la República Democràtica del Congo, Malawi, Ruanda, Tanzània, Uganda i Zàmbia. Els seus hàbitats naturals són els herbassars montans o alpins, els boscos montans, els boscos pertorbats i els matollars de transició. Està amenaçat pels conflictes bèl·lics, l'activitat humana i els incendis forestals.
L'espècie fou anomenada en honor de l'explorador britànic R. E. Dent.